# Caracas
Caracas (pełna nazwa: Santiago de León de Caracas) – stolica Wenezueli, największe miasto w kraju.

## Geografia
Położone na północy kraju, 11 km od wybrzeża Morza Karaibskiego, w dystrykcie stołecznym. Liczba mieszkańców (2010): 1966 tys. Miasto cechuje policentryczny układ urbanistyczny, zabudowa rozciąga się wzdłuż głównej doliny oraz dolin bocznych od strony południowej. W zachodniej części znajduje się historyczne centrum zbudowane na planie szachownicy z wieloma zabytkami architektury kolonialnej (katedra, Casa Amarilla i in.) oraz niskimi domami w stylu kolonialnym, częściowo zmodernizowanymi, które sąsiadują z nowoczesną, wysoką zabudową. W otoczeniu (w środkowej, wschodniej i południowej części miasta) rozciągają się dzielnice mieszkaniowe, reprezentacyjne i handlowo-usługowe, z wysokimi biurowcami oraz dzielnice willowe. Na stokach okolicznych gór i w wąwozach istnieją dzielnice nędzy, tzw. ranchitos. Miasto od morza oddziela pasmo górskie Cordillera de la Costa. Znajduje się tu Park Narodowy Waraira Repano (utworzony w 1958 roku).

## Historia
Miasto zostało założone w 1567 przez hiszpańskiego odkrywcę, Diego de Losadę. Początkowo nosiło nazwę Santiago de León de Caracas. W 1810 Caracas stanowiło pierwotny ośrodek buntowników Simóna Bolívara przeciw władzy hiszpańskiej. W 1821 stolicą wyzwolonej spod hiszpańskiej jurysdykcji Wenezueli stało się Caracas.
Kilkakrotnie miasto niszczyły trzęsienia ziemi (m.in. w latach 1812 i 1967). Bardziej dynamiczny rozwój wenezuelskiej stolicy nastąpił w XIX i XX wieku. W Caracas urodzili się m.in. dwaj bojownicy: Francisco de Miranda i Simón Bolívar.

## Gospodarka
W mieście rozwinięty jest różnorodny przemysł, m.in. cukrowniczy, tytoniowy, włókienniczy, skórzany, obuwniczy, odzieżowy, petrochemiczny, farmaceutyczny, cementowy, maszynowy, szklarski, drzewny, papierniczy, poligraficzny. Liczne wielkie, nowoczesne centra handlowe, m.in. Sambil, Tamanaco, Lido.

## Transport
Stolica Wenezueli to główny krajowy węzeł komunikacyjny. Od 1953 połączony autostradą (liczne wysokie wiadukty i tunele górskie) z położonym nad Morzem Karaibskim portem handlowym La Guaira i Międzynarodowym Portem Lotniczym Simón Bolívar (Maiquetía) oraz z licznymi miejscowościami turystyczno-wypoczynkowymi na wybrzeżu. W samym mieście są 2 porty lotnicze: Aeródromo Francisco de Miranda (La Carlota) i Aeropuerto de Caracas (Charallave) oraz zbiegają się autostrady z innych miast północnej Wenezueli – Valencia, Maracay, Guatire–Guarenas. Komunikację miejską obsługują autobusy, minibusy, karakaskie metro (od 1981), kursujące na 4 liniach (ponad 40 stacji) oraz taksówki. Okoliczna komunikacja jest w dobrym stanie. Istnieje sieć metra, El Metro, obsługiwana przez miejscową firmę, jest także lotnisko międzynarodowe (w pobliskiej miejscowości Maiquetía, nazywa się Aeropuerto Internacional Simón Bolívar). Charakterystyczne są rozwiązania architektoniczne, takie jak autostrady miejskie i wielopasmowe drogi szybkiego ruchu dostosowane do dużego ruchu kołowego (Autopista Francisco de Miranda, Autopista Francisco Fajardo, Avenida Libertador), wielopoziomowe skrzyżowania, np. La Araña (Pająk) czy El Pulpo (Ośmiornica).

## Kultura, edukacja
Caracas to największy wenezuelski ośrodek akademicki, siedziba 11 uniwersytetów (m.in. Centralny Uniwersytet Wenezueli, Universidad Católica Andrés Bello, Universidad Santa María, Universidad Simón Bolívar, Universidad Metropolitana), kilku akademii i innych szkół wyższych.
W mieście znajduje się wiele teatrów (Miejski, Narodowy), sal koncertowych, galerii i muzeów (m.in. Muzeum Sztuki Współczesnej w Caracas).

## Zabytki i atrakcje turystyczne
- Archikatedra św. Anny w Caracas
- kościoły
  - San Francisco
- klasztory (XVI–XVIII wiek)
- pałac Miraflores (XIX wiek)
- pałac Casa Amarilla (XIX wiek)
- groby wybitnych postaci i bohaterów kraju, w tym Simóna Bolívara w panteonie narodowym.

## Sport
Najbardziej utytułowanym klubem piłkarskim w mieście jest Caracas FC (12-krotny mistrz Wenezueli). Innymi drużynami piłkarskimi są m.in. CS Marítimo i Deportivo Petare Fútbol Club. Największym obiektem sportowym miasta jest Estadio Olímpico (ok. 40 tys. miejsc) – jedna z aren to Copa América 2007. Dużą popularnością cieszy się też baseball. Na stadionie Estadio Universitario (ok. 25 tys. miejsc) mecze rozgrywają miejscowe drużyny baseballowe: Tiburones de La Guaira i Leones de Caracas.

## Miasta partnerskie
- Kluż-Napoka (Rumunia)
- Teheran (Iran)
- San Francisco (Stany Zjednoczone)
- Stambuł (Turcja)
- Madryt (Hiszpania)
- Damaszek (Syria)
- Ecatepec de Morelos (Meksyk)
- Paryż (Francja)
- Miami (Stany Zjednoczone)
- Asunción (Paragwaj)
- Mediolan (Włochy)
- Bogota (Kolumbia)
- Quezon City (Filipiny)
- São Paulo (Brazylia)
- Hawana (Kuba)
- Managua (Nikaragua)
- La Paz (Boliwia)
- Mińsk (Białoruś)
- Lizbona (Portugalia)
- Navi Mumbai (Indie)
- Nowy Orlean (Stany Zjednoczone)
- Santo Domingo (Dominikana)
- Seul (Korea Południowa)
- Buenos Aires (Argentyna)
- Gwatemala (Gwatemala)
- Meksyk (Meksyk)
- Panama (Panama)
- San José (Kostaryka)
- San Salvador (Salwador)
- Santa Cruz de Tenerife (Hiszpania)
- Santiago (Chile)
- Reykjavík (Islandia)
- Rio de Janeiro (Brazylia)
- Waszyngton (Stany Zjednoczone)
- Sydney (Australia)
- Tegucigalpa (Honduras)
- Montevideo (Urugwaj)
- Fortaleza (Brazylia)
- Ra’ananna (Izrael)